# Carmen Laforet
Carmen Laforet (Barcelona, 6 de setembro de 1921 – Madrid, 28 de fevereiro de 2004) foi uma autora espanhola que escreveu no período posterior à Guerra Civil Espanhola. Importante escritora europeia, suas obras contribuíram para a escola da Literatura Existencialista e seu primeiro romance, Nada, deu continuidade ao estilo literário do tremendismo espanhol iniciado por Camilo José Cela com seu romance La familia de Pascual Duarte. Ela recebeu o Prêmio Nadal em 1944.

## Biografia
Laforet nasceu em Barcelona, Espanha, mas aos 2 anos mudou-se com a família para as Ilhas Canárias, onde passou o resto da infância.  Aos 12 anos, ela sofreu a perda de sua mãe, e seu pai se casou com uma mulher de quem Laforet e seus irmãos não gostavam. Em 1939, aos 18 anos, Laforet voltou para Barcelona, onde estudou Filosofia na Universidade de Barcelona enquanto morava com parentes. 
Em 1942 se mudou para Madri, onde estudou Direito na Universidade Complutense. No seu segundo ano, abandonou as aulas para se dedicar integralmente à escrita e, entre janeiro e setembro de 1944, escreveu seu primeiro romance, Nada, que lhe rendeu o Prêmio Nadal da Editorial Destino no primeiro ano de publicação (1945). Um romance sobre uma jovem solitária que, após a Guerra Civil Espanhola, muda-se para Barcelona para morar na casa da avó e cursar a faculdade de Letras. Nada é considerado um clássico da literatura espanhola do século XX e aborda temas como o existencialismo, a busca por identidade e desenvolvimento da adolescência feminina.
Ela publicou um total de cinco romances: o romance de 1952, La Isla y los demonios, prequela do seu primeiro romance Nada; La mujer nueva, de 1955, sobre a redescoberta de sua fé católica e ganhador do Prêmio Menorca; La insolación de 1963, o primeira parte da trilogia Tres pasos fuera del tiempo; e o romance psicológico póstumo Al volver la esquina, publicado em maio de 2004.
Após uma visita aos Estados Unidos como convidada do Departamento de Estado em 1965, Laforet publicou suas notas de viagem intituladas Parelelo 35 em 1967. Sua amizade com o colega autor espanhol e residente no país, Ramón J. Sender, foi revelada em uma série de cartas publicadas em 2003, intitulada Puedo contar contigo. Na mesma viagem escreveu relatos que resultaram em seu único livro infanto-juvenil, publicado posteriormente, El medio pollito. Também escreveu contos, a maioria dos quais foi publicada em uma coleção de 1952 intitulada La muerta, bem como novelas que foram publicadas em uma coleção de 1954 intitulada La llamada . Quatro contos adicionais - El infierno, Recién casados, El alivio e El secreto de la gata - foram publicados nas revistas Ínsula (1944 e 1952), Destino (junho de 1953) e Bazar (março de 1952), respectivamente. Em 1987 iniciou estudos de pós-graduação em Literatura na Universidade de Georgetown.
Durante seus últimos anos, Laforet sofreu de Alzheimer e acabou perdendo sua capacidade de fala. Ela morreu em Madri em 28 de fevereiro de 2004 aos 82 anos.